# انحياز غياب ملخصات البحث
يشير انحياز غياب مُلخصات البحث، أو انحياز غ م ب إلى، فشل في البحث العلمي والنشر الأكاديمي، حيث يتجاهل الباحثون غالبًا المقالات التي قد تُمثِّل قدر كبير مِن الأهمية، إن لم يكُن لها مُلخَّصات.
عِند البحث عن ظاهرة معيَّنة، غالبًا ما تُكشَف النتائج الزائفة. سوف يُؤدي ذلك الحِمل الزائد مِن المعلومات إلى استبعاد الباحِث لأيَّ نتائج مُرْتَجَعة غير مؤهَّلة كُلَّيًا- مثلما في حالة مقالة مُرْتَجَعة بدون مُلخَّص. بوجود العنوان فقط لتقييم أهميَّة المقالة، فإنَّ ذلك يُقلِّل مِن قيمة نتائج البحث.